# Georges Lacour-Gayet

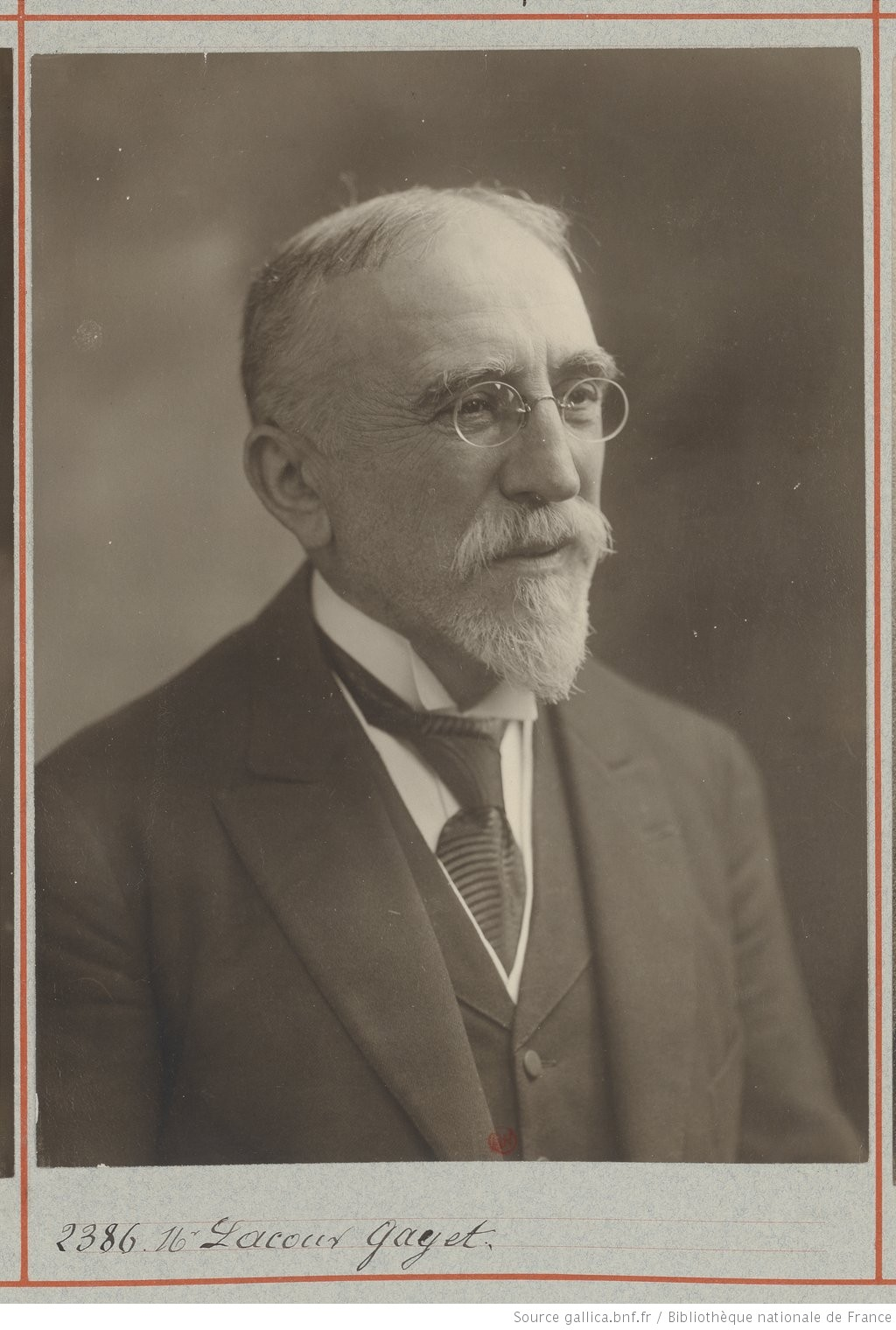
Georges Lacour-Gayet

Georges Lacour-Gayet (* 31. Mai 1856 in Marseille; † 8. Dezember 1935 in Paris) war ein französischer Historiker, dessen Hauptforschungsgebiet die Geschichte der französischen Marine war.

## Leben
Nach dem Besuch des Lycée Thiers in Marseille studierte er bis zur Agrégation 1879 an der École normale supérieure in Paris und war anschließend bis 1881 Mitglied der École française de Rome. Es folgte eine Tätigkeit als Gymnasiallehrer in Toulouse (1881), Rouen (1882) und Paris (1883–1911). Von 1899 bis 1914 lehrte er an der École supérieure de la Marine. 1911 wurde er Mitglied der Académie des sciences morales et politiques. Ab 1908 lehrte er zunächst als Répétiteur, ab 1919 als Professor für Geschichte und Literatur an der École polytechnique. 1903 wurde er Ritter, 1920 Offizier der Ehrenlegion. 1921 gehörte er zu den Wiederbegründern der Académie de marine. 1929 trat er in den Ruhestand.

## Veröffentlichungen (Auswahl)
- Histoire romaine, depuis la fondation de Rome jusqu’à l’invasion des Barbares. Redigiert für die 4. Klasse von Guiraud, G. Lacour-Gayet et al.
- L’Éducation politique de Louis XIV., Hachette, Paris 1898; 2. Auflage 1923 (Digitalisat).
- La campagne navale de la Manche en 1779. Chapelot, Paris 1901.
- La Marine militaire et son rôle dans la grandeur de la France. Ligue maritime française, Paris 1901.
- La Marine militaire de la France sous le règne de Louis XV. Honoré Champion, Paris 1902.
- Un utopiste inconnu: Les codicilles de Louis XIII. 1903.
- La Marine militaire de la France sous le règne de Louis XVI. Honoré Champion, Paris 1905, ISBN 2-912259-99-1 (bnf.fr).
- Lectures Historiques – Histoire des temps modernes 1610–1789. Hachette, Paris 1905.
- La Guerre de 1870. Édition du Foyer, Paris 1911 (bnf.fr).
- Bismarck. Hachette, Paris 1918 (bnf.fr).
- Bonaparte, membre de l’Institut. Paris 1921.
- Napoléon: sa vie, son œuvre, son temps. Mit einem Vorwort von Joseph Joffre. Paris 1921.
- L’Impératrice Eugénie. Albert Morancé, Paris 1925 (bnf.fr).
- Talleyrand, 1754–1838. Payot, Paris 1928 (bnf.fr). 3 Bände (Neuauflage mit einem Vorwort von François Furet, 4 Bände, Payot, Paris 1991, ISBN 2-228-88296-8).
- Le Château de Saint-Germain-en-Laye. Calmann-Lévy, Paris 1935 (bnf.fr).